# Tolochenaz
Tolochenaz is een gemeente en plaats in het Zwitserse kanton Vaud en maakt deel uit van het district Morges. Tolochenaz telt 1640 inwoners. Het Zwitserse dorp is vooral bekend door de beroemdheden die er woonden: Ignacy Jan Paderewski, Audrey Hepburn, George London, Nicolai Gedda en Zizi Jeanmaire.

## Overleden
- Jeanne Huc-Mazelet (1765-1852), gouvernante
- Audrey Hepburn (1929-1993), Britse actrice